# Feliciano Viera
Feliciano Alberto Viera Borges (Salto, 8 novembre 1872 – Salto, 13 novembre 1927) è stato un politico uruguaiano.
È stato Presidente dell'Uruguay dal 1º marzo 1915 al 1º marzo 1919.
Fu membro della Massoneria.